# Edificio BBVA
El Edificio BBVA es un edificio situado en la Gran Vía de Don Diego López de Haro de Bilbao, Vizcaya. Es la sede que Banco Bilbao Vizcaya Argentaria tiene en dicha ciudad, tras la venta de la antigua sede de la Torre Banco de Vizcaya a un fondo de inversión. El domicilio social se encuentra en el número 4 de la plaza de San Nicolás.
Fue proyectado en 1912 por Pedro Guimón, y posteriormente fue reformado por Ricardo de Bastida siendo rematado tras su fallecimiento por Francisco Hurtado de Saracho. Este edificio del BBVA, que fue la antigua sede del Banco del Comercio, tiene clara inspiración clasicista y ocupa tres fachadas (Ledesma, Gran Vía y Alameda de Mazarredo), estando resueltas estas dos últimas con columnas de orden corintio. Un templete dedicado al dios Mercurio remata este edificio, obra de Moisés de Huerta. Cruzando la alameda de Mazarredo se encuentra la sucursal del Banco de España en Bilbao.
El inmueble es propiedad de la Mutualidad de la Abogacía española, dependiente del Consejo General de la Abogacía Española, tras su adquisición al fondo de inversión RREEF (propiedad del grupo alemán Deutsche Bank) por 100 millones de euros. Sigue arrendado a la entidad bancaria.